# Lasse-Maja
Pour plus de détails, voir Fiche technique et Distribution.
Lasse-Maja est un film suédois réalisé par Gunnar Olsson, sorti en 1941.

## Fiche technique
- Titre français : Lasse-Maja
- Réalisation : Gunnar Olsson
- Scénario : Torsten Flodén (en)
- Photographie : Harald Berglund (en)
- Montage : Emil A. Lingheim (en)
- Musique : Erik Baumann (en) et Nathan Görling (en)
- Pays d'origine : Suède
- Format : Noir et blanc - 1,37:1 - Mono
- Genre : comédie et historique
- Durée : 115 minutes
- Date de sortie : 1941

## Distribution
- Sture Lagerwall (en) : Lars Molin
- Liane Linden (en) : Lena Andersdotter
- Emil Fjellström : Silver-Jan
- John Ekman : Niklas Halling
- Hugo Jacobsson : Linus
- Wiktor Andersson : Petter
- Arthur Natorp : Anders i Lilltorpet
- Rune Carlsten : Krusenhielm
- Hjördis Petterson : Madame Agathe
- Margit Manstad : Liselotte
- Carl Barcklind : Ehrenstolphe
- Mai Zetterling : Fanny
- Hugo Björne : Place-Major Ehrenstolpe